# Fuerteventura

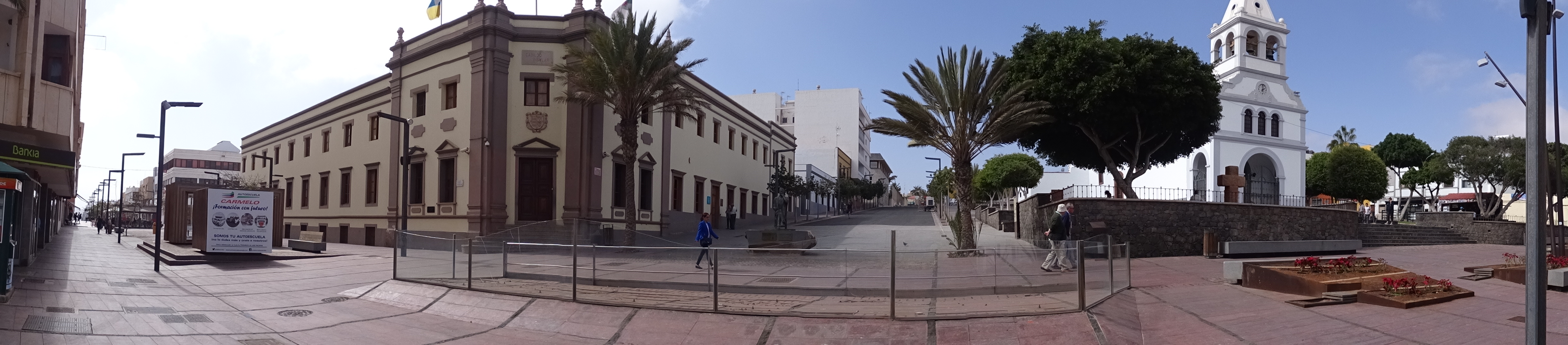
Náměstí v Puerto del Rosario

Fuerteventura je ostrov v souostroví Kanárské ostrovy v Atlantském oceánu. Stejně jako celé souostroví je součástí Španělska a jde o jeho druhý největší ostrov. Spolu s ostrovy Lanzarote a Gran Canaria tvoří provincii Las Palmas. Rozloha ostrova činí 1 660 km². Žije na něm přibližně 107 000 obyvatel (2014).
Jméno „Fuerteventura“ nemá jednoznačný význam; první část slova, fuerte, znamená „silný“, slovo ventura ale může být označením pro „štěstí“, „dobrodružství“ či „vítr“ (španělsky viento či ventarrón – ostrov je velmi větrný).

## Přírodní podmínky

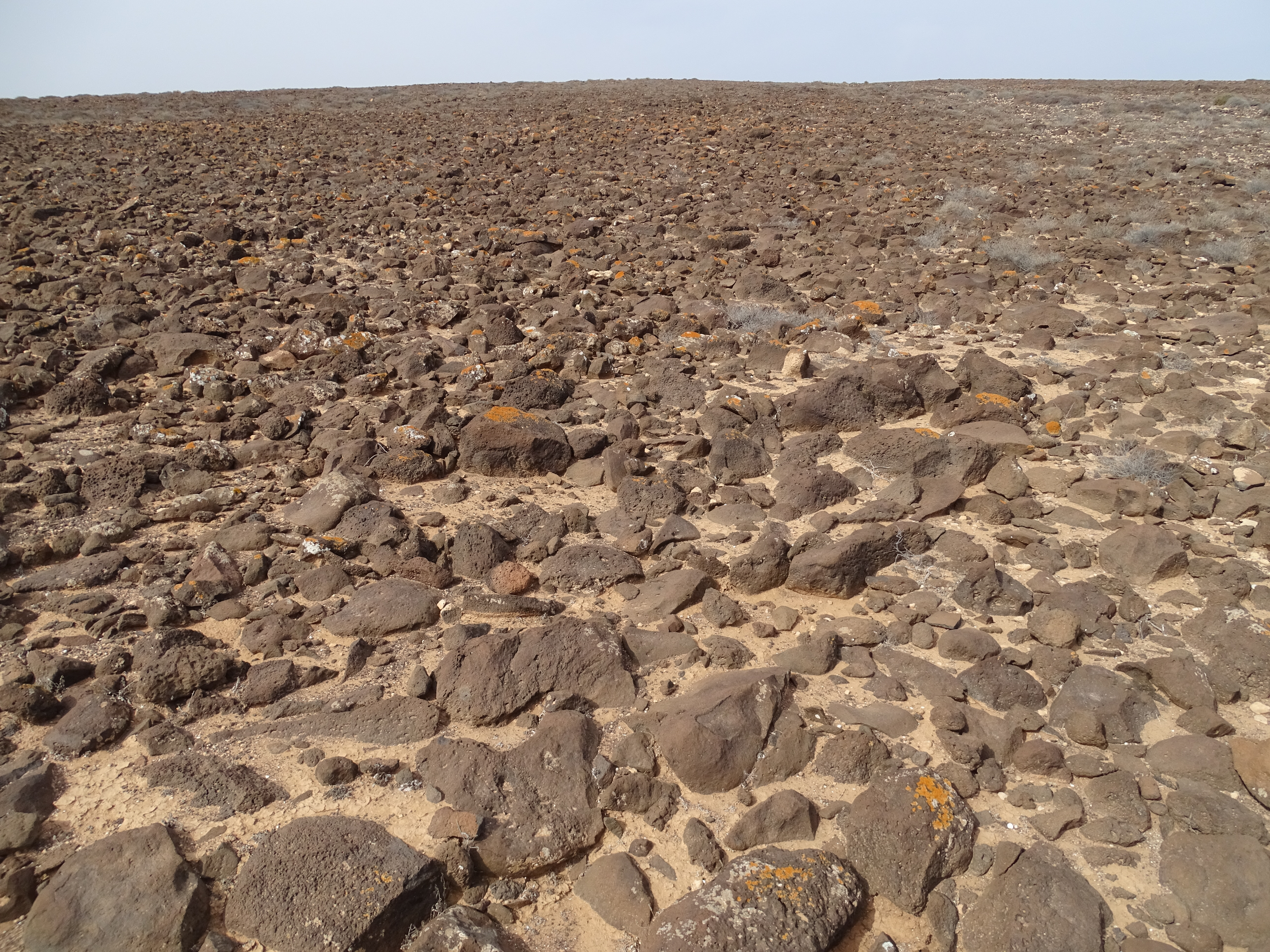
Sopečné horniny na Fuerteventuře

Ostrov je druhý největší v souostroví a nachází se 100 km od pobřeží Afriky. Má nejdelší pobřeží, na kterém je více než 150 přírodních širokých pláží. Teplota se většinou pohybuje mezi 18 až 40 °C. Nejvyšším vrcholem je Pico De La Zarza (807 m), která leží na jihozápadě ostrova. Krajina je převážně pouštní, povrch tvoří sopečné horniny a podnebí je velmi suché. Vítr na ostrov přináší písek ze Sahary, což napomáhá vzniku nových pláží na východním pobřeží.

## Rostlinstvo
Na ostrově roste mnoho endemických druhů (voskovník makaronéský, planika velkoplodá, cesmína ostrolistá). Datlovník kanárský se vyskytuje jenom na tomto souostroví. Mezi zdejší endemity dále patří kopretinovec Argyranthemum frutescens, sukulent Aeonium a borovice kanárská.

## Hospodářství a doprava
Hlavním příjmem obyvatel ostrova je turistika. Rozvinuté je rybářství, zpracování zeleniny a ovoce a také produkce místního sýru, který je vyráběn z mléka fuerteventurských koz. Velkým problémem je nedostatek vody. Hlavní turistická střediska jsou Corralejo, Costa Calma, Morro Jable, Caleta de Fuste. Nejvýznamnější města jsou Puerto del Rosario, Corralejo, Antigua, Tuineje, La Oliva.
Na několika místech na ostrově jsou velká pole větrných elektráren, která ale zajišťují jen asi 4% elektrické energie ostrova (2005).

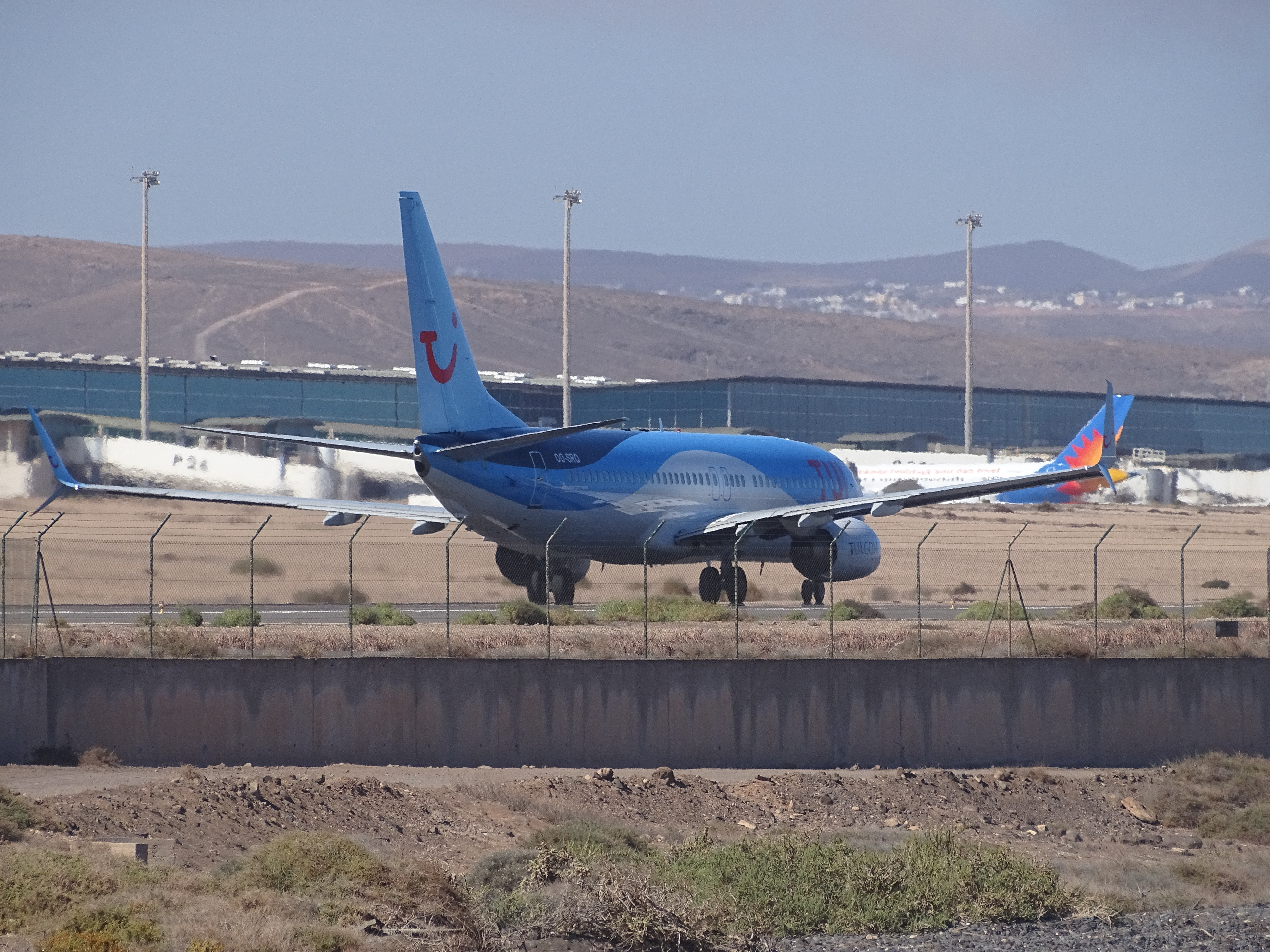
Letiště na ostrově Fuerteventura

Od severu na jih vede celým ostrovem několik hlavních silnic, v ojedinělých úsecích i dálnice. 5 km od hlavního města se nachází mezinárodní letiště (IATA kód FUE), na pobřeží funguje několik velkých přístavů. Letiště Fuerteventura se řadí spíše k menším či středním letištím, přesto je poměrně dobře vybaveno. Jsou zde základní služby jako například směnárna, bankomat nebo dětský koutek. Letiště nabízí i dostatek parkovacích míst a výběr autopůjčoven (například Autos Reisen Top Car, Avis, Betacar, Cicar či Hertz). Spojení s městem zajišťují zejména dvě autobusové linky (linka 3 a linka 10).